# کلید ازدواج
کلید ازدواج فیلمی با بازی رضا عطّاران و علیرضا خمسه به کارگردانی داوود موثّقی و ساختهٔ سال ۱۳۷۶ ایران است.

## بازیگران
- علیرضا خمسه در نقش تقی
- رضا عطاران در نقش عبدل
- نادر سلیمانی در نقش یادگار
- فاطمه صامتی در نقش غوغا
- سعید آقاخانی در نقش راننده تاکسی
- فرخ‌لقا هوشمند در نقش خاله
- حمید لولایی در نقش رئیس
- مهران غفوریان در نقش صادقی
- عباس محبوب در نقش اکبر
- میترا خادمی در نقش پرستو
- ساناز سماواتی در نقش پرستار کاظمی
- محمدرضا قربانی در نقش مهندس بیمار
- رحمان مقدم در نقش همراه بیمار
- نجات علی مرادی در نقش نانکلی
- رومینا رجب لو در نقش پرستار
- خسرو کرمی در نقش پلیس مخابرات
- محمدرضا امیرصادقی در نقش رضا
- ابراهیم قربانی‌فر در نقش ابراهیم
- اسماعیل گرامی در نقش مرد چاق آسانسور

## خلاصه فیلم
مرد جوانی به نام صادق (مهران غفوریان) که قرار است جنس قاچاقی را با خود به تهران بیاورد و تحویل یک باند بدهد، کیف خالی را که قبلاً محتوی جنس قاچاق بوده، در یکی از صندوق‌های امانات راه‌آهن می‌گذارد و کلید آن را با خود می‌برد. رئیس باند، ادریسی (حمید لولایی) حرف‌های او را مبنی بر ربوده شدن جنس، باور نمی‌کند و به دو مأمورش عبدل (رضا عطاران) و یادگار (نادر سلیمانی)، دستور می‌دهد صادقی را کتک بزنند و با خود ببرند، از طرفی کلیدساز جوانی به نام تقی (علیرضا خمسه)، که دوازده بار به خواستگاری دختری به نام غوغا (فاطمه صامتی) رفته و هربار جواب رد شنیده، سوار بر وانتش که ترمز آن بریده‌است، پس از برخورد با دکه اکبر برادر غوغا با اتومبیل حامل عبدل، یادگار و صادقی تصادف می‌کند. تقی، اکبر و سه خلافکار را سوار آمبولانس می‌کند، ولی آن سه می‌گریزند و تنها اکبر در بیمارستان بستری می‌شود. غوغا ابتدا می‌پندارد تقی به خاطر گرفتن انتقام، برادرش اکبر را مجروح کرده، اما با مراقبت‌های مداوم تقی که صورتحساب هزینه‌های بیمارستان را نیز می‌پردازد، نظر مثبتی نسبت به تقی پیدا می‌کند. عبدل و یادگار که صادقی را مرده می‌پندارند او را خارج از شهر رها می‌کنند و به دنبال کلید صندوق امانات راه‌آهن به سراغ تقی و اکبر می‌آیند. آنها اکبر را کتک می‌زنند و تقی را با خود نزد ادریسی می‌برند. تقی بین راه می‌گریزد و به هتل ادریسی می‌رود که در آن غوغا به عنوان حسابدار به کار مشغول است. در آنجا تقی از چنگ عبدل و یادگار می‌گریزد، اما ندانسته در چنگ ادریسی می‌افتد که او را تحویل یادگار، عبدل و دیگر دستیار قوی هیکل می‌دهد. غوغا آنها را تعقیب می‌کند. بین راه، دختری به نام پرستو که به ادریسی در ازای کارهای خلافش قول ازدواج داده همه سرنشینان را به خانه ای می‌برد که ادریسی در آن در انتظار آنهاست. تقی که خاله اش و غوغا را در چنگ ادریسی می‌بیند، کلید را به او می‌دهد. اما عبدل و یادگار هنگام بازکردن در صندوق در راه‌آهن هستند که نیروی انتظامی با هماهنگی صادقی، آنها را تعقیب می‌کند تا به خانه ادریسی می‌رسد. آنها هنگامی به خانه ادریسی می‌رسند که پرستو به روی ادریسی اسلحه کشیده و خواهان محتویات صندوق است. در صندوق و کیف داخل آن باز می‌شود و همه آن را خالی می‌یابند. تقی با غوغا ازدواج می‌کند و صاحب بچه‌های سه قلو می‌شوند.